# Louis von Kannengießer
Louis von Kannengießer (* 17. April 1852 in Essen; † 30. Oktober 1919 in München) war ein deutscher Kaufmann und Schiffseigner.

## Leben und Wirken
Louis (seit 1902: von; seit 1918: Ludwig von) Kannengießer wuchs als Sohn eines Kohlenhändlers in Essen auf. Nachdem er den Kaufmannsberuf erlernt hatte, gründete er 1876 zusammen mit seinem Bruder Karl in Mülheim an der Ruhr eine Kohlenhandlung, die überwiegend nach Süddeutschland exportierte. Nach dem Ausscheiden seines Bruders aus der gemeinsamen Firma (1895), dem Erwerb der Zeche Vereinigte Sellerbeck (1889) sowie der Zeche Roland (1901) brachte Louis Kannengießer seine Firma 1904 in die Harpener Bergbau AG ein. Zu diesem Zeitpunkt verfügte sein Unternehmen über 11 Rad- und Schraubendampfer, acht Tauschleppboote, 68 Schleppkähne und zwei Zechen. Als Generaldirektor mit Büro in Mülheim an der Ruhr stand er bis zur Verlegung des Firmensitzes nach Ruhrort (1914) zehn Jahre lang an der Spitze der Abteilung Schifffahrt der Harpener Bergbau AG. Er war Mitglied der Düsseldorfer Freimaurerloge Zu den drei Verbündeten.

## Ehe und Familie
Louis Kannengießer war verheiratet mit Anna Krabb (1855–1919). Aus der Ehe gingen vier Kinder hervor: Anna (* 1880), Karl Louis Wilhelm (* 1883),
Elsa Auguste Amalia (* 1885) und Kurt (* 1891)

## Weitere Quellen
- Staatsarchiv Koblenz, Abt. 403 9883
- Stadtarchiv Mülheim an der Ruhr, Biografische Sammlung (Bestand 1550/205)

| Personendaten    | Personendaten                        |
| ---------------- | ------------------------------------ |
| NAME             | Kannengießer, Louis von              |
| KURZBESCHREIBUNG | deutscher Kaufmann und Schiffseigner |
| GEBURTSDATUM     | 17. April 1852                       |
| GEBURTSORT       | Essen                                |
| STERBEDATUM      | 30. Oktober 1919                     |
| STERBEORT        | München                              |